# توم سودربرغ
توم سودربرغ (بالسويدية: Tom Söderberg)‏ (و. 1987  م) هو لاعب كرة قدم، من السويد، ولد في نوركوبنغ، يلعب كمُدَافِع.

## روابط خارجية
- توم سودربرغ على موقع اتحاد السويد (السويدية)
- توم سودربرغ على موقع قاعدة بيانات كرة القدم.إي يو (الإنجليزية)
- توم سودربرغ على موقع ناشيونال فوتبول تيمز (الإنجليزية)
- توم سودربرغ على موقع Soccerway.com (الإنجليزية)
- توم سودربرغ على موقع AS.com (الإسبانية)